# ولیکوو، دبریچ پروینک
ولیکوو، دبریچ پروینک (به لاتین: Velikovo, Dobrich Province) روستایی در بلغارستان است که در جنرال توشوو واقع شده است.